# Sati Sadhani

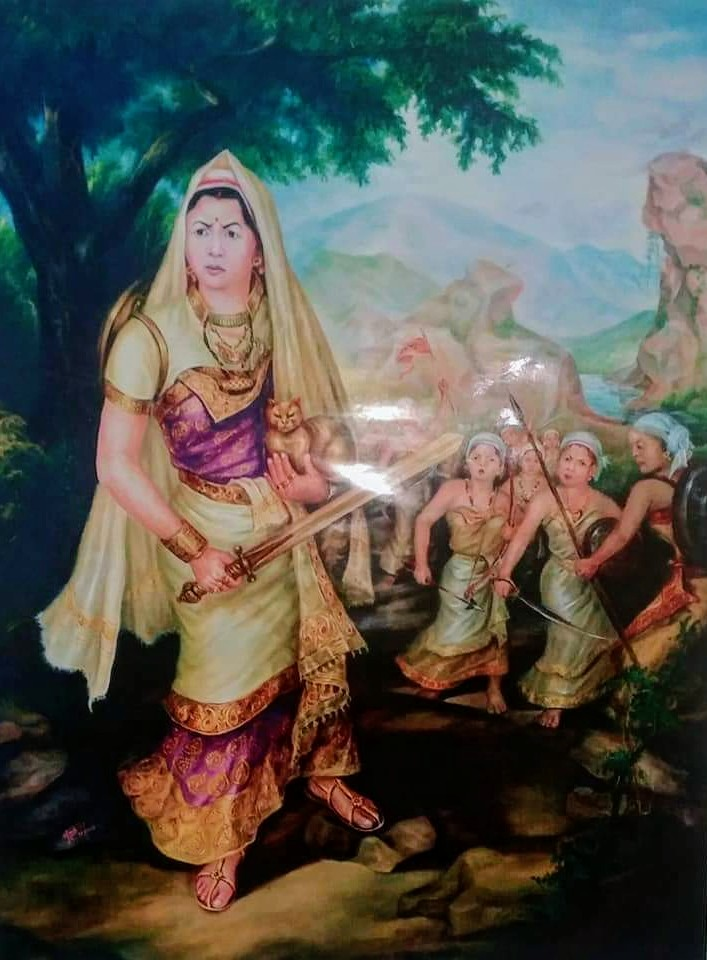
Imatge de la darrera reina chutiya Sadhani

Sati Sadhani, nascuda a Sadiya, va ser l'última reina de la dinastia chutiya. Va tenir un paper destacat en la lluita contra els ahoms que envaïren el seu regne el segle xvi i es convertí en símbol de la resistència i sacrifici.
El 1524 els ahoms van aprofitar-se del dèbil lideratge del monarca Nityapal, i van atacar el regne en el seu estat més feble, van conquerir Sadiya i van matar Nityapal. Quan, veié que la guerra estava perduda, Sadhani va preferir la mort que la deshonra i va sacrificar la seva pròpia vida saltant des del cim dels turons de Chandragiri, prop de Sadiya, el 1524.

## Història

### Reina del regne de Chutia
Sadhani va néixer cap al 1493, es va casar a l'edat de 19 anys l'any 1512 i es va coronar reina el 1522, després que l'antic rei de Chutia Dhirnarayan, el seu pare, guanyés la batalla de la fortalesa de Mungkhrang el 1520. Com que no havia pogut trobar un nuvi adequat per a Sadhani, el rei va organitzar un swayamvara, prometent casar-la amb qualsevol persona que pogués encertar un esquirol en moviment a sobre d'un Mori-xali (mausoleu) amb una fletxa. Per sorpresa de tots, va ser un pastor de vaques anomenat Nitai (del clan Chakusara) qui ho va aconseguir. El rei va complir la seva promesa i Nitai es va casar amb ell, que des de llavors va rebre el nom de Nitipal. L'antic rei es va retirar als turons deixant el tron a Nitipal i Sadhani.

### El dèbil govern de Nitipal
La manca de preparació de Nitipal feu d'ell un rei ineficient. No tenia ni idea de com governar un regne i va ser Sadhani qui se'n va haver de fer càrrec. Nitipal va acomiadar a tots els antics ministres i savis i va reclutar els seus propis amics del seu poble en el seu lloc. Això va resultar en una rebel·lió dins del regne per part dels antics ministres dirigida per Surdhwajpal, el germà de l'antic rei, si bé va ser esclafada aviat. A causa d'aquest caos que es va estendre al regne, els senyors d'altres parts del regne com Dhemaji, Lakhimpur i Biswanath es van independitzar. Nitipal era conegut popularment com a A-nitipal per aquesta ineficiència i imprudència.
Sadiya era solitària i no tenia cap contacte amb cap dels caps chutiya de les altres parts del regne. Després de la derrota a Dibrugarh, Nitipal va demandar la pau. El rei ahom, Suhungmung, va exigir l'herència reial i la reina Sadhani. Però, Nitipal no va estar d'acord i va enviar altres regals.

### Mandat reial anterior
Segons el Darrang buranji, una de les princeses chutiya s'havia casat amb un príncep ahom (probablement Suhunmung) els anys anteriors a l'annexió. Aquesta princesa el va ajudar a aconseguir un dels ídols reials del Gat Daurat que eren herència dels reis de Chutiya. Tot i que no era l'original, més endavant serviria a Suhungmung per a reclamar el dret reial d'annexar-se i governar el regne de Chutiya.

### El primer dia de l'atac
L'atac sobre Sadiya va tenir lloc l'any 1524 dC el primer dia (primer dimecres) de Chutiya Bisu (Bihu), que va ser el 16 d'abril de 1524. Aquest dia està reservat al Bor-bali (gran sacrifici), que encara es practica avui a Sadiya, i cap altra persona pot portar armes a part dels sacerdots Deori. Els invasors coneixien molt bé aquest fet. En aquell moment, els chutiyes eren l'única gent de tot el nord-est de l'Índia que posseïa armes de foc com Hiloi (pistoles) i Bortop (canons). Per aquest motiu els invasors sabien molt bé que mai no seria possible un atac frontal i van planejar un atac sorpresa aquest mateix dia.
L'atac tingué lloc quan tota la ciutat estava ocupada celebrant Bisu. El setge de Sadiya es coneix com a Kosu-kota Ran als Buranjis, que literalment es tradueix per la Batalla de les verdures tallades. Això es deu al fet que gràcies a la manca de resistència per part dels soldats desarmats, els invasors van massacrar la població com si estiguessin picant verdures.

### Darrera batalla a Chandangiri
L'atac sobtat de Sadiya va obligar el rei i la reina, juntament amb alguns dels soldats supervivents, a fugir cap als turons de Chandangiri situats sobre Sadiya. Els chutiyes van atacar amb valentia als invasors des de la seva posició elevada. Van aplicar estratègies de guerra de guerrilles i van utilitzar Faakdhenu (ballestes) i llances matant centenars d'enemics. La reina Sadhani va formar un escamot de combat femení format per 120 guerreres i va organitzar emboscades en que feia rodar grans roques sobre l'enemic. Els invasors no podien fer res per a prendre les seves posicions.
El 21 d'abril (7è Bohag), conegut com l'Ujha Bisu (dels tambors), un dels antics ministres de les chutiyes a qui Nitipal havia acomiadat, es va passar al bàndol dels ahoms i va suggerir al comandant Phrasengmung Borgohain que fes sonar el dhol. Així, el general va ordenar a alguns captius que pugessin a les enredaderes de Ghila i tocessin el tambor disu o dhol. Com que era l'estació Bihu, l'exèrcit de Chutiya va considerar que era un senyal que indicava l'arribada de reforços i que els ahom havien estat expulsats. Així, pensant que el batec era un senyal de victòria, van baixar als turons inferiors on s'amagaven les forces enemigues. Un altre antic comandant de Chutia, Gajraj Borua, que s'havia aliat amb els ahoms i va mostrar a l'enemic el camí exacte cap a la ubicació on s'amagava el rei. Nitipal va ser assassinat per una fletxa mentre Sadhani lluitava fins que es va treure la vida saltant d'un turó.

## Divas Sati Sadhani
Cada any, a Assam, se celebra el 21 d'abril com a Divas Sati Sadhani per honrar els sacrificis fets per la reina Sutiya. El Govern d'Assam declarà aquest dia com a festa estatal.

## Premi Sati Sadhani
El premi està instituït pel Sutiya Jati Unnayan Parishad i s'atorga cada any a una persona que hagi fet aportacions destacades en el camp de l'art, la cultura i la literatura. La persona que serà guardonada amb aquest premi és seleccionada per un comitè format pel Parishad.